# Camuflaje militar

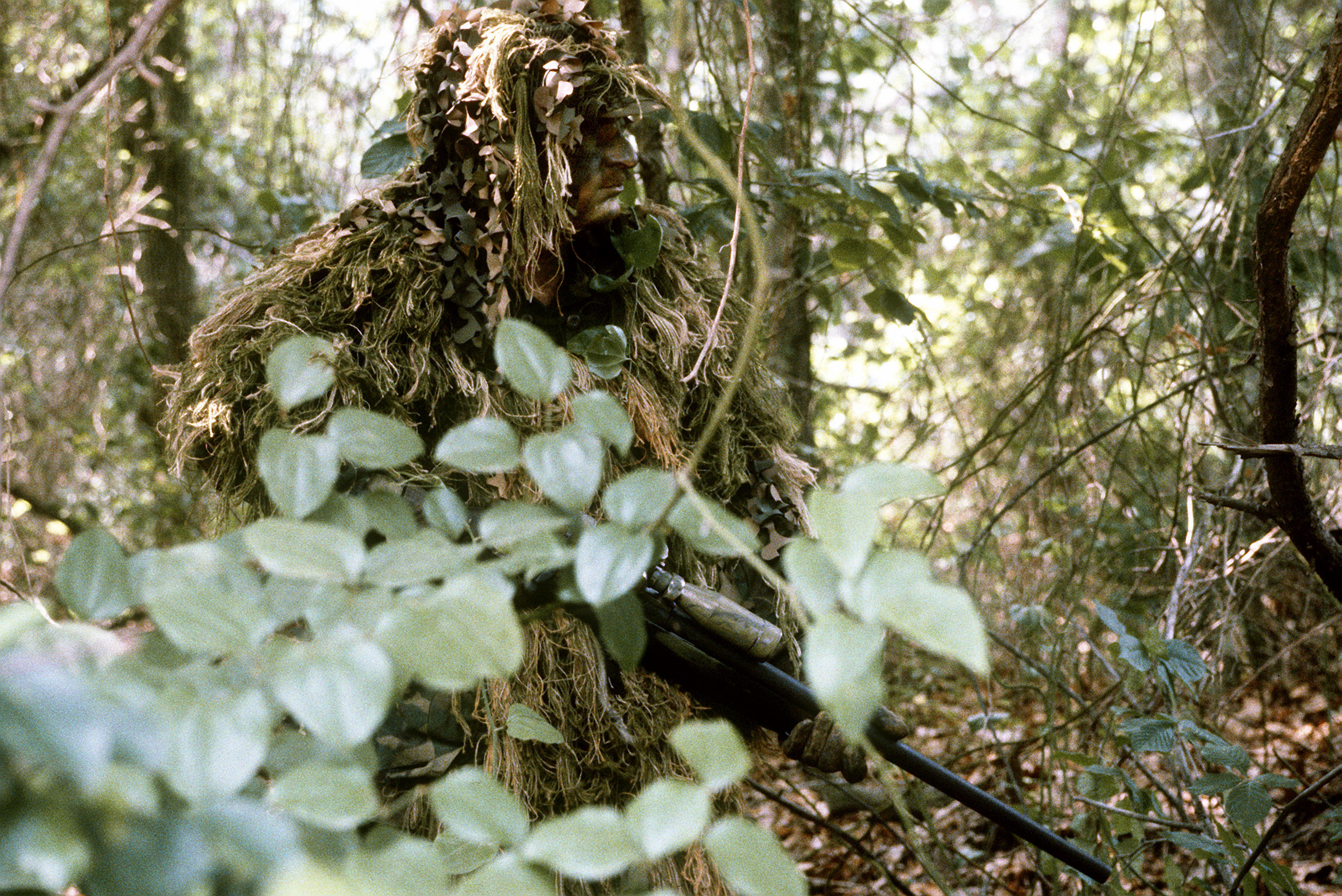
Un militar camuflado con un traje ghillie.

El camuflaje militar se refiere a cualquier método utilizado para hacer que las fuerzas militares sean menos detectables por el enemigo. En la práctica, se trata de la aplicación de colores y materiales útiles para ocultar uniformes, vehículos y equipos militares de la observación visual (criptismo) o hacerlos parecer otra cosa (mimetismo).

## Historia
El camuflaje fue usado por primera vez de forma sencilla a mediados del siglo XVIII por unidades de fusileros. Sus tareas requerían que pasaran desapercibidos, y se les entregaron uniformes verdes y luego de otros colores monótonos. Con la llegada de armas más precisas y de mayor alcance, especialmente el rifle de repetición, se adoptó el camuflaje para los uniformes de todos los ejércitos, extendiéndose a la mayoría de las formas de equipo militar, incluidos barcos y aviones.
El camuflaje para equipos y posiciones fue ampliamente desarrollado para uso militar por los franceses en 1915, seguidos pronto por otros ejércitos de la Primera Guerra Mundial. En ambas guerras mundiales, los artistas fueron reclutados como oficiales de camuflaje. El camuflaje de barcos se desarrolló a través de llamativos esquemas de camuflaje deslumbrante durante la Primera Guerra Mundial, pero desde el desarrollo del radar, el camuflaje de barcos ha recibido menos atención. Los aviones, especialmente en la Segunda Guerra Mundial, a menudo estaban pintados con diferentes esquemas en la parte de arriba y abajo, para camuflarlos contra el suelo y el cielo, respectivamente. Algunas formas de camuflaje tienen elementos de invariancia de escala, diseñados para alterar los contornos a diferentes distancias, normalmente patrones de camuflaje digitales hechos de píxeles.

## Primera Guerra Mundial

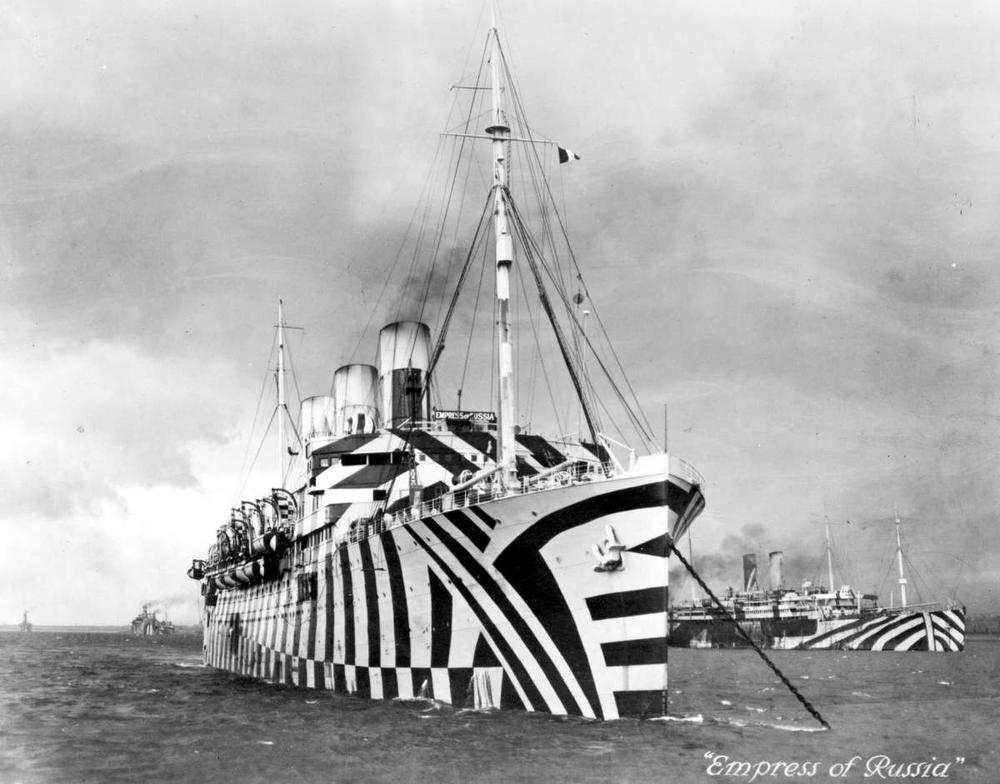
Buque de la armada británica usando un camuflaje disruptivo durante la Primera Guerra Mundial

Durante la Primera Guerra Mundial se probaron varias técnicas de camuflaje bélico. Una de ellas era el camuflaje disruptivo, utilizado por los británicos y los estadounidenses para proteger los barcos de la amenaza de los nuevos submarinos alemanes U-Boot.
A diferencia de otras formas de camuflaje, la intención de la distorsión visual no es ocultar, sino dificultar la estimación del alcance, la velocidad y el rumbo de un objetivo. Wilkinson explicó en 1919 que había tenido principalmente la intención de confundir al enemigo sobre el rumbo de un barco y así asumir una posición de disparo deficiente.
Los aliados, al encontrarse desmoralizados y sin defensas efectivas, utilizaron los exploradores aéreos y la fotografía. Los franceses fueron los pioneros al contratar a artistas para idear métodos que disminuyeran la percepción de sus tropas, así como de elementos y equipos de destrucción. La mayoría de los intentos fracasaron, pero se siguió perfeccionando.

## Segunda Guerra Mundial

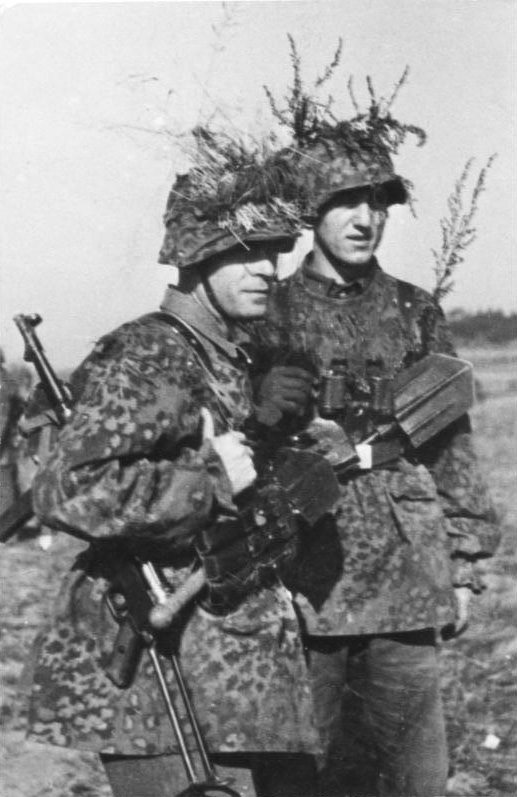
Dos soldados de las Waffen-SS con subfusiles MP-40 usando el camuflaje M42

Al inicio de la Segunda Guerra Mundial, ya existían estudios sobre camuflaje adoptables para los soldados en varios ejércitos, pero los trabajos más desarrollados y efectivos fueron los alemanes adoptando varios modelos de uniforme mimetizado desde el principio del conflicto para equipar a sus unidades de élite (Waffen SS y los paracaidistas) así como la mimetización de todos los ponchos (zelban) de sus tropas. 
Otros ejércitos que también desarrollaron prontamente el camuflaje fueron los soviéticos, sobre todo en sus tropas paracaidistas y sus tropas de lucha invernal, así como los japoneses con el camuflaje selvático. Los aliados estaban muy por detrás de estos trabajos siendo los estudios británicos los únicos que habían desarrollado camuflajes para sus vehículos y para tropas especiales.
Según iba alargándose el conflicto fueron surgiendo más modelos mimetizados y gran diversidad de formas y colores siendo los alemanes los más desarrollados y prolíficos.

## Camuflaje en la actualidad
Los medios de detección modernos (visión infrarroja, radar, detección acústica) han hecho que el camuflaje sea menos eficaz, pero su uso sigue siendo recomendable, siendo el patrón multiescenario "MultiCam" el más ampliamente utilizado en todo el mundo debido a su versatilidad. En respuesta a este progreso tecnológico, los ejércitos y los fabricantes están desarrollando nuevos tipos de camuflaje, como nuevos tipos de tejidos que reducen la radiación térmica del objeto cubierto (haciéndolo menos visible para los medios de visión infrarroja).
Desde 2009, las Fuerzas Armadas de España usan el camuflaje el camuflaje pixelado M09 en dos variantes: boscosa y desértica. Para finales del 2024 se desarrollará un nuevo patrón multiescenario sustituirá al pixelado desértico y boscoso actual, según informa el Boletín de Infantería de Marina nº37.